# Nymphalis circumpunctata
Nymphalis circumpunctata är en fjärilsart som beskrevs av Cabeau 1926. Nymphalis circumpunctata ingår i släktet Nymphalis och familjen praktfjärilar. Inga underarter finns listade i Catalogue of Life.